# Dichostatoides rubromaculatus
Dichostatoides rubromaculatus là một loài bọ cánh cứng trong họ Cerambycidae.